# Chen Luyun
Chen Luyun (chinesisch 陳鷺芸 / 陈鹭芸, Pinyin Chén Lùyún; * 7. Juni 1977 in Xiamen, Provinz Fujian; † 23. Dezember 2015) war eine chinesische Basketballspielerin, die mit dem chinesischen Nationalkader der Damen am Basketballturnier der Olympischen Sommerspiele 2004 teilnahm und dort den neunten Platz erreichte. Nach ihrem offiziellen Karriereende als Aktive war sie auch als Basketballtrainerin tätig.

## Karriere
Chen Luyun wurde 1977 in der Millionenstadt Xiamen in der südostchinesischen Provinz Fujian geboren und spielte im Laufe ihrer Karriere vor allem für das Damenbasketballteam Fujian Tailaoshan. Ihr erstes größeres Turnier für eine chinesische Nationalauswahl bestritt die junge Athletin, als sie an der Basketball-U-19-Weltmeisterschaft der Damen 1997 in Brasilien teilnahm, dort in sechs Spielen eingesetzt wurde und mit der Mannschaft auf dem siebenten Platz abschloss. Mit der chinesischen Basketballnationalmannschaft der Damen nahm sie an der Basketball-Asienmeisterschaft der Damen des Jahres 2001 teil. Hierbei gewann sie mit den chinesischen Damen nach klaren Erfolgen in der Vorrunde und dem Semifinale das Finale im Hua Mark Indoor Stadium in Bangkok klar mit 105:76 gegen Japan.
Im darauffolgenden Jahr nahm sie mit dem Nationalkader an der vom 14. bis 25. September stattfindenden Basketball-Weltmeisterschaft der Damen 2002 im eigenen Land teil und erreichte dort lediglich den sechsten Platz. Nur vier Tage später begannen in Busan, Südkorea, die 14. Asienspiele. An diesen nahm Chen Luyun als Teil eines 12-köpfigen chinesischen Damenbasketballteams teil und konnte sich bei dem vom 3. bis 14. Oktober stattfindenden Basketballturnier gegen den ebenbürtigen Gegner Südkorea und den schwächeren Rest des Felds durchsetzen und wurde in weiterer Folge Asienmeister.
Ein weiterer Höhepunkt in ihrer Karriere war knapp zwei Jahre später die Teilnahme am Basketballturnier der Olympischen Sommerspiele 2004 in Athen. Bei dem Turnier wurde die 1,88 m große Athletin in vier von fünf Partien ihres Teams eingesetzt und musste lediglich im letzten Spiel gegen den späteren Olympiasieger, die Vereinigten Staaten, pausieren. Nach dieser Begegnung schieden die chinesischen Damen mit einem Sieg und vier Niederlagen als Vorletzter vor Südkorea aus dem Wettbewerb aus. Ihre beste Leistung zeigte sie dabei im Auftaktspiel, dem 71:54-Sieg über Südkorea, als sie vier Punkte, fünf Rebounds, einen Assist, sowie drei Turnovers beisteuerte. Bereits Tage vor Beginn der Olympischen Sommerspiele nahm sie am FIBA Diamond Ball in Heraklion teil und erreichte dabei hinter Australien und vor Brasilien den zweiten Platz und die damit verbundene Silbermedaille.
Nachdem die Erfolge in den nachfolgenden Jahren weitgehend ausgeblieben waren, zog sie sich bald darauf aus dem aktiven Profisport zurück und wurde von der Women’s Chinese Basketball Association (WCBA) als Trainerin bestellt. Mit den von ihr trainierten Mädchen erreichte sie beim Basketballturnier der Olympischen Jugend-Sommerspiele 2010 in Singapur die Goldmedaille. Beim erstmals ausgetragenen Großevent wurden dabei 3×3-Straßenbasketballspiele ausgetragen, wodurch dieser Bewerb erstmals olympisch wurde. Auch in der Folgezeit trat sie weiterhin als Basketballtrainerin in Erscheinung. Nachdem im Jahr 2012 Darmkrebs bei ihr diagnostiziert worden war, starb Chen Luyun am 23. Dezember 2015 im Alter von 38 Jahren in ihrer chinesischen Heimat. Noch vor ihrem Tod wurden zahlreiche Benefizveranstaltungen organisiert, um eine finanzielle Unterstützung zu Chen Luyuns Krebsbehandlung, darunter elf Chemotherapien, bereitzustellen.